# Feder-Spargel
Der Feder-Spargel (Asparagus setaceus) ist eine Pflanzenart aus der Gattung Spargel (Asparagus) in der Familie der Spargelgewächse (Asparagaceae).

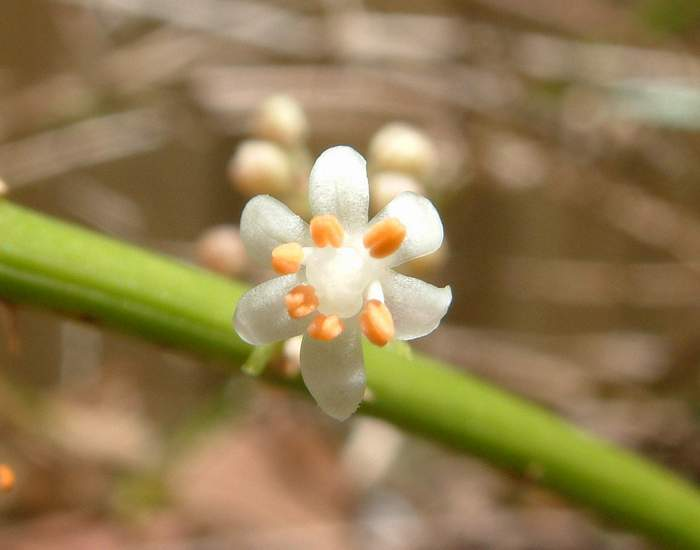
Blüte

## Merkmale
Der Feder-Spargel ist eine immergrüne, ausdauernde, krautige Pflanze, die Wuchshöhen von 15 bis 60 Zentimeter erreicht. Die Pflanze bildet ein Rhizom aus. Die Scheinblätter sind fadenförmig und messen 4 bis 5 × 0,1 bis 0,2 Millimeter. Je 6 bis 13 sind an den Knoten angeordnet. Der Blattsporn ist kurz. Stechen können höchstens diejenigen am Hauptspross. Die Blüten befinden sich einzeln an den Zweigenden. Die Blütenstiele sind ungefähr 1 Millimeter lang.
Die Blütezeit reicht von September bis Oktober.

## Vorkommen
Der Feder-Spargel kommt ursprünglich in der östlichen Kap-Provinz, Natal, Transvaal und dem tropischen Ostafrika in schattigen (Dünen-)Wäldern vor. Mittlerweile ist die Art in zahlreichen Ländern eingebürgert.

## Taxonomie
Der Feder-Spargel wurde 1850 von Karl Sigismund Kunth als Asparagopsis setacea in Enum. Pl. 5, S. 82 erstbeschrieben. Die Art wurde dann 1966 von John Peter Jessop als Asparagus setaceus (Kunth) Jessop in Bothalia, vol. 9, S. 51 in die Gattung Asparagus gestellt. Synonyme sind Asparagus plumosus Baker und Protasparagus setaceus (Kunth) Oberm.

## Nutzung
Der Feder-Spargel wird verbreitet als Zierpflanze genutzt. Die Art ist seit spätestens 1876 in Kultur.